# 種田木工助
種田 木工助（たねだ もくのすけ、生没年不詳）は、江戸時代前期の砲術家。

## 経歴・人物
慶長年間に創始された西村流砲術の祖である西村忠次に師事。